# Human relations
Human relations of het gedragsmatig managementperspectief is een perspectief waarop naar management wordt gekeken of hoe de managementdiscipline wordt opgevat. Dit perspectief of dit denken omtrent management is geleidelijk aan ontstaan in het midden van de jaren 30 van de twintigste eeuw en kende vooral een hoogtepunt binnen het managementdenken in de jaren 50 en 60. Tot op de dag van vandaag zijn de ideeën nog steeds erg populair binnen het management, maar worden ze meestal vermengd met en geïntegreerd in andere, meer recente managementperspectieven. 
Human relations mag niet verward worden met humanresourcesmanagement. Terwijl human relations enkel maar een perspectief is binnen het managementdenken is humanresourcesmanagement een tak van het management. Beide staan volkomen los van elkaar.

## Geschiedenis

### Pioniers
Vooral Elton Mayo (met zijn zogenaamde Hawthorne-experimenten), Mary Follett, Abraham Maslow, Frederick Herzberg en Douglas McGregor staan bekend als de pioniers van het gedragsmatig managementperspectief. Het betreft mensen met overwegend een sociologische en/of psychologische achtergrond, iets wat waarschijnlijk sterk bepalend is geweest voor de typische kenmerken van dit managementperspectief.
De hedendaagse auteurs zijn minder gemakkelijk en eenduidig te identificeren. Dit komt vooral omdat ze analoog met het klassiek managementperspectief verspreid zitten over diverse managementdomeinen. Ze nemen het gedragsmatige managementperspectief bovendien ook niet integraal over, maar veeleer welbepaalde deelaspecten.

### Hawthorne-experimenten
Een belangrijke bijdrage qua inzichten werd geleverd door Elton Mayo en de onderzoeken die hij eind de jaren 20, begin jaren 30 verrichtte in de Hawthorne-fabrieken van General Electric.

### Follett
Mary Follett onderzocht de invloed van het lidmaatschap van groepen op het gedrag van mensen. Hierdoor kwam ze tot de bevinding dat het in kaart brengen van (informele) groepsnetwerken binnen organisaties belangrijk kon zijn om het gedrag van medewerkers te begrijpen en te sturen. De dynamiek teweeggebracht door dergelijke groepsnetwerken oversteeg duidelijk het simplistisch mensbeeld.

### Piramide van Maslow
In 1943 construeerde Maslow zijn zogenaamde piramide van menselijke noden (= behoeftenhiërarchie) die het menselijk gedrag in organisaties zou verklaren.

### Motivatietheorie van Herzberg
In 1959 deed Frederick Herzberg bij 203 accountants en ingenieurs navraag over wat hen goed en slecht deed voelen in hun werksituatie. Op basis van hun antwoorden kwam Herzberg tot de conclusie dat de factoren verantwoordelijk voor negatieve gevoelens beduidend verschillend waren van de factoren verantwoordelijk voor de positieve gevoelens. In navolging hiervan identificeerde hij zogenaamde satisfactie- en dissatisfactiefactoren. Ze gaven inzicht in wat medewerkers motiveert en demotiveert in hun werksituatie. 
Dissatisfactiefactoren genereren bij een gebrek of negatieve invulling demotivatie. Concreet betreft het bijvoorbeeld een laag salaris, slechte werkomstandigheden en gebrek aan supervisie. Satisfactiefactoren genereren bij een aanwezigheid motivatie. Concreet betreft het dan bijvoorbeeld de aanwezigheid van erkenning, verantwoordelijkheid en groeimogelijkheden.

### X- en Y-theorie van McGregor
In 1960 ontwikkelde Douglas McGregor deze theorie. In deze theorie koppelt hij typische kenmerken of opvattingen over medewerkers aan de wijze waarop ze gemotiveerd moeten worden. Volgens de X-theorie zijn mensen van nature uit lui, weinig dynamisch, veranderings-avers en weinig verstandig. Motivatie wordt in deze situatie bekomen via bestraffing, beloning en strikte controle.
Volgens de Y-theorie zijn mensen van nature uit hardwerkend, geïnteresseerd, enthousiast en bereid om verantwoordelijkheden te dragen. Motivatie wordt in deze situatie bekomen via betrokkenheid en inspraak.

## Algemene kenmerken
De aanhangers van het human relations of gedragsmatig managementperspectief leggen bij het management van organisaties sterk de nadruk op het feit dat organisaties groepen van mensen zijn. In dit opzicht vervangen ze de mechanistische kijk op het management door een uitgesproken mensgerichte kijk. Organisaties managen staat daardoor geenszins gelijk met het programmeren van een immense machine of computer. Daarvoor is de mens immers een té complex, té uniek, té grillig en té onvoorspelbaar wezen. Bovendien beïnvloeden mensen elkaar, iets wat hun gedrag nog complexer maakt.
Dit complexe mensbeeld impliceert een aantal belangrijke basisveronderstellingen inzake het menselijke gedrag. Het denken en handelen van mensen wordt niet enkel beïnvloed door afstandelijk, opgelegde regels en programmering maar evengoed door aandacht, respect, betoonde interesse en sociale, intermenselijke contacten. Dergelijke menselijke interacties activeren het emotionele gevoelsleven, de zogenaamde zachte zijde van de mens.
Deze zachte zijde - soms ook weleens de gevoelsmatige of irrationele logica genoemd - kan de rationele logica versterken, maar evengoed afzwakken of zelfs uitschakelen. Bovendien kunnen beiden lijnrecht tegenover elkaar staan, iets wat resulteert in interne conflicten en dilemma's. De complexiteit van het menselijk gedrag wordt nog groter zodra de wil en de keuzevrijheid in overweging worden genomen. Mensen kunnen volgens het gedragsmatig perspectief immers kiezen welk soort gedrag ze prefereren en als zodanig zullen vertonen. Er bestaat dus niet zoiets als één enkel gedragspatroon dat ieder mens automatisch vertoont in een welbepaalde situatie. Mensen zijn duidelijk verschillend van elkaar. Ze hebben duidelijk andere waarden, normen, noden en wensen, iets wat resulteert in een diversiteit inzake gedragspreferenties en zo ook daadwerkelijk vertoond gedrag.
Dit complexe mensbeeld heeft belangrijke implicaties voor het aansturen van mensen, iets wat centraal staat bij het management van organisaties. De managementwetenschap moet vooral inzichten verwerven in de verschillende facetten van het complex mensbeeld dat wil zeggen de gevoelsmatige zijde van mensen, de interacties/conflicten met de rationele logica, de onderliggende waarden, normen, wensen en noden. Ze moeten onderzoek verrichten om het uit dit complexe mensbeeld voortvloeiend gedrag te begrijpen. Het verwerven van inzichten is hierbij belangrijker dan het ontwikkelen van recepturen. In dit opzicht krijgt het management een veel minder normatief of voorschrijvend karakter dan bijvoorbeeld het klassiek managementperspectief. Bovendien is eventueel ontwikkelde receptuur ook veel complexer en genuanceerder aangezien de mens voor wie de receptuur bestemd is, veel complexer is.